# Echinopsis bolligeriana
Echinopsis bolligeriana là một loài thực vật có hoa trong họ Cactaceae. Loài này được Mächler & Helmut Walter mô tả khoa học đầu tiên năm 2003.